# يوليوس أوتو غريم
يوليوس أوتو غريم (بالألمانية: Julius Otto Grimm)‏ هو موزع وملحن وعازف بيانو ألماني، ولد في 6 مارس 1827 في بارنو في إستونيا، وتوفي في 7 ديسمبر 1903 في مونستر في ألمانيا.

## وصلات خارجية
- يوليوس أوتو غريم على موقع ميوزك برينز (الإنجليزية)